# (28614) Vejvoda
(28614) Vejvoda (2000 FO8) – planetoida z pasa głównego asteroid okrążająca Słońce w ciągu 3,28 lat w średniej odległości 2,21 j.a. Odkryta 25 marca 2000 roku.